# Костин, Николай (летописец)
Никола́й Ко́стин (молд.  и валаш. Николае Костин; около 1660—1712) — молдавский летописец и писатель
, второй сын Мирона Костина.

## Биография
Учился в Польской школе; занимал в Молдавии высшие должности. Из его исторических трудов на румынском языке наиболее известны: «Книга о первоначальном происхождении земли молдавской и рода молдавского» и «Часы господарей».